# 숀더쉽
《숀더쉽》(영어: Shaun the Sheep Movie)은 2015년 2월 6일에 개봉된 애니메이션 영화로, 텔레비전 애니메이션 《못말리는 어린 양 숀》의 극장판 작품이다.

## 출연
- 저스틴 플레처 : 숀 / 티미 역
- 존 스파크스 : 농부 / 비처 역
- 오미드 다릴리 : 트럼퍼 역
- 리차드 웨버 : 셜리 역
- 케이트 하버 : 티미 엄마 / 메릴 역
- 팀 핸즈 : 슬립 역
- 앤디 나이맨 : 넛츠 역
- 사이몬 그린놀 : 트윈스 역
- 엠마 테이트 : 헤이즐 역
- 숀 코놀리 : 마르트르 . D / 골퍼 / 미용사 / 화난 말 / 병원 캐릭터 역